# Surranó bülbül
A surranó bülbül (Andropadus importunus) a madarak osztályának verébalakúak (Passeriformes) rendjébe és a bülbülfélék (Pycnonotidae) családja tartozó Andropadus nem egyetlen faja.

## Rendszerezése
A fajt Louis Pierre Vieillot francia ornitológus írta le 1818-ban, a Turdus nembe Turdus importunus néven.

## Alfajai
- Andropadus importunus insularis (Hartlaub, 1861) - dél-Etiópia, dél-Szomáliától közép-Tanzánia partvidékéig (Zanzibárt is beleértve);
- Andropadus importunus hypoxanthus (Sharpe, 1876) - délkelet-Tanzánia partvidékétől Mozambikig, délközép-Zambia, Malawi, Zimbabwe (Limpopo vidékét kivéve);
- Andropadus importunus oleaginus (W. K. H. Peters, 1868) - dél-Zimbabwe, dél-Mozambik, észak-Dél-afrikai Köztársaság alacsonyabban fekvő vidékei, kelet-Szváziföld;
- Andropadus importunus importunus (Vieillot, 1818) - észak-Dél-afrikai Köztársaság hegyvidéke, nyugat-Szváziföld, a Dél-afrikai Köztársaság partvidéke Fokvárosig.

A többi alfaj (A. i. errolius, A. i. fricki, A. i. hypoxanthus, A. i. loquax, A. i. mentor, A. i. noomei, A. i. somaliensis, A. i. subalaris) nincs hivatalosan elfogadva.

## Előfordulása
A Dél-afrikai Köztársaság, Etiópia, Kenya, Malawi, Mozambik, Tanzánia, Szomália, Szváziföld, Zambia és Zimbabwe területén honos.
Természetes élőhelyei a szubtrópusi vagy trópusi síkvidéki esőerdők, száraz erdők, szavannák, cserjések, folyók és patakok környéke, valamint vidéki kertek és szántóföldek. Állandó, nem vonuló faj.

## Megjelenése
Testhossza 17 centiméter, testtömege 24-33 gramm. Tollazata olajzöld színű.
|  |

## Életmódja
Főleg gyümölcsökkel táplálkozik, de eszik virágokat, nektárt, rovarokat és kisebb csigákat is.

## Szaporodása
A fészket a tojó készíti fa, vagy bokor ágvillájába. Fészekalja 1-3 tojásból áll, melyen 12-14 napig kotlik.

## Természetvédelmi helyzete
Az elterjedési területe rendkívül nagy, egyedszáma pedig stabil. A Természetvédelmi Világszövetség Vörös listáján nem fenyegetett fajként szerepel.